# Чалий Дмитро Васильович
Дмитро́ Васи́льович Ча́лий (2 липня 1904–1985) — український літературознавець родом з села Архангельського на Донеччині.
Працював в Інституті літератури АН УРСР (завідувач відділу).
У 1930-х отримав службове призначення для Уфи, столиці Башкирії, де працював і під час Другої світової війни.
Праці з історії та взаємозв'язків української і російської літератури, серед інших:
- «Становлення реалізму в українській літературі» (1956),
- монографія «Г. Квітка-Основ'яненко» та ін.
- «Розвиток гоголівських традицій в творчості Шевченка» (1953),
- «Повісті Шевченка і проблема його реалістичного методу» (1954),
- «Спроба ідейно-художнього аналізу поеми „Сон“» (1956),
- «Два великі поети-гуманісти» (1965) та ін.
- «Некрасов и украинская дооктябрьская поэзия» (К., 1971) та ін.